# 君といた夏
『君といた夏』（きみといたなつ）は、1994年（平成6年）7月4日から9月19日までフジテレビ系列局で毎週月曜日21:00 - 21:54（JST）に放送されていた日本のテレビドラマ。主演は筒井道隆。全12回。平均視聴率19.4％、最高視聴率23.7%。キャッチコピーは、「隣にいて欲しいのは、友達なんかじゃなかった⋯。」

## 概要
1993年10月から12月まで同じ月9枠で放送された『あすなろ白書』の掛井保役で人気を得た筒井道隆が民放及びフジテレビ制作ドラマに単独初主演した作品であり、かつ大沢たかおの民放連続ドラマ初出演作品でもある。
1995年（平成7年）3月1日に『君といた夏 SPECIAL EDITION 1』と『君といた夏 SPECIAL EDITION 2』として、VHS化されているが、各2時間、計4時間に全12話の内容を編集した内容となっており、全12話の完全版の形態では、未だソフト化されてはいない。

## あらすじ
ひょんなことから一緒に暮らすことになった、大学生活最後の夏休みを送る大学生・入江、親戚の娘・朝美、入江の後輩・杉矢の3人が織り成すラブストーリー。
「最後の夏休み」として、後輩の杉矢稔と同居計画を立てていた入江耕平。そこへ母から愛媛に住む親戚の娘で、間もなく19歳になる朝美が短大入試の為の夏期講習を受講する間、預かることになったと聞かされる。
ヤンキー然とした朝美に驚く入江だが、同時に海外へ赴任中だった父が負傷。母が看護に出かけてしまった事もあり、奇妙な同居生活をする羽目になる。
憧れていた憬子が、村上との婚約を破棄したと知って心が揺れる入江。高校生の頃から交際していた相沢に新しい女がいることを知ってショックを受ける朝美。加奈子を好きだったが、次第に朝美に惹かれ、子供の父親になりたいという杉矢。そして次第に惹かれあう入江と朝美…。

## 出演
入江耕平：筒井道隆
1971年3月31日生まれ。大学4年生で家族と同居。就職が内定し、夏休みをエンジョイしようとしていた時に、家にやって来た朝美と知り合い生活を共にする。彼女と憬子との間で揺れ動いたり、トラブルで内定先が変更になったりなどさまざまな経験をするが、最終回で帰宅した母を何事もなかったかの様に出迎える。
杉矢稔：いしだ壱成
入江の友人の大学生。恋愛に関して、やや軽薄な面がみられたが加奈子に振られたり、朝美に恋をしたり等で変化してゆく。目の前で兄が事故死したことがトラウマとなっている。夏休みの終盤で大学を中退し九州の実家への帰省を決意。その途中で朝美に会うため、彼女の働くガソリンスタンドに入江と一緒に立ち寄っている。
佐野朝美：瀬戸朝香
1975年の夏生まれ。本来は快活で素直な性格だが（幼少期に入江をいじり回した事がある）物心つく頃に母が再婚（実父に関しては明言されていない）。母が養父と周囲に気兼ねをする姿を見て孤独を感じて育ち、中学校に入学する頃から周囲に反抗的な態度を取るようになり、暴走族に加入していた時期もある。高校卒業後、養父の紹介により商工会議所で働いていたが、トラブルを起こして退職。東京の短大進学を目指して予備校の夏期講習に参加するため、入江家に居候することになる（この時も家族から厄介払いされていると思い込んだ）。相沢に再会するが彼の裏切りを知り、同時に自身の妊娠に気づく。杉矢から子供の父親になる事を含めて結婚を申し込まれるが、入江への想いなどもあり戸惑う（この際、妊娠に関しては中絶を選択している）。やや向こう見ずな面があり、ガラッパチで言葉遣いが悪いが面倒見が良く、高校の後輩たちにも慕われている。
橘加奈子：小沢真珠
大手生花チェーン社長の娘で高校生。恋愛に対して潔癖な面があり、遊び人の杉矢を振った。清楚な印象の美少女。
相沢涼一：大沢たかお
朝美の高校の同級生で暴走族仲間。大学受験に失敗し高校卒業と同時に上京。遊び暮らしていく内に容子と出会い、同棲を開始。会いに来た朝美を裏切り、不良仲間にレイプさせようとする等、利用した挙げ句に入江にも嫌がらせを展開。のちに若干、改心した様子で容子の妊娠を知って入籍を決意し、工場で働くようになる（朝美の妊娠・中絶は知らされないままだった）
村上隆明：乃木涼介
憬子と婚約していたが、昔の恋人との再会で婚約破棄。その後も復縁を仄めかし、憬子を惑わせる。
尾崎容子：春木みさよ
相沢の新しい恋人。少々、軽薄な面が見られる。
佐野桐子：白川和子
朝美と夏美の母。娘たちへの愛情はあるが、周囲からの陰口・自身のコンプレックスなどから朝美に辛く当たり対立。同時に止めに入った夏美をも怒鳴ってしまうなど再婚に対しての戸惑いが見られたが、朝美が負傷し入院した時に、本心を打ち明け謝罪。和解する。関西訛りがある。
佐野夏美：尾羽智加子
朝美の異父妹で、1978年頃の夏生まれ。病弱なこともあり性格はおとなしめ。母と対立する朝美を心配する。
佐野政男：井上博一
朝美の養父及び、夏美の実父。田舎で町工場を経営。世間体を気にする面があり、問題を持ち込む朝美に悩まされ、自らが紹介した商工会の仕事を退職した事を立腹。両親とは別居。
企業の部長：加藤善博
入江の就職が内定していた企業の人事を担当。相沢からの密告を不問に付そうとした。
平田：二瓶鮫一
研究室の教授。
入江耕平の親友：中里慶
相沢涼一の悪仲間：塩谷庄吾
澤井憬子：松下由樹
大学の研究室に勤務。婚約破棄の直後、入江の想いに気づく。杉矢の依頼で多数の電球を使用し、ホタルの光を演出した。
松原輝文：内村光良
憬子をバックアップし、海外での勤務をサポート。

### その他出演者
中平良夫（1・5話）
片岡富枝（1・4話）
能見達也（1・3話）
細川茂樹（1話）
細山田隆人（1話）
井上愛梨（1話）
野口由佳（1話）
松本留美（1・12話）
山西惇（2話）
泉晶子（4話）
野中博之（4話）
徳井広基（4話）
上口真弥（4話）
福山理子（4話）
樋渡剛（4話）
菅野浩司（4話）
阿南健治（5・7話）
服部美也子（5話）
及川ヒロオ（6話）
野口ひろとし（9話）
加山到（12話）
飯田和平（12話）
吉田晃太郎（12話）
今井耐介（12話）
井出勝己（12話）

### エキストラ
古賀プロ、劇団ひまわり、劇団東俳、セントラル子供タレント、T&T総合企画、ミム株式会社、オフィス佐々木FCプラン、SPLASH、Broad Avenue、ウウプランニング

## スタッフ
- 脚本：北川悦吏子
- 演出：本間欧彦・中江功・岩本仁志
  - 監督補：二宮浩行（5 - 12話）
  - 演出補：稲葉正宏
- プロデュース：亀山千広・小岩井宏悦
  - プロデュース補：唐木昭浩（1 - 6話）・谷古浩子（7 - 12話）
- 記録：曽我部直子（1・2・5・6・8・10話）・佐久間亮子（3・4・7・9・11・12話）
- 広報：森隆志
- スチール：得本公一
- 制作担当：曳地克之
  - 制作補：谷古浩子（6話）・唐木昭浩（7 - 12話）
- 制作主任：山内君洋
- 音楽：岩代太郎（サントラ盤・イースタンゲイル）
- 主題歌：松任谷由実「Hello, my friend」
  - 挿入歌：松任谷由実「Good-bye friend」
  - 荒井由実「やさしさに包まれたなら」
  - 荒井由実「翳りゆく部屋」
  - 松任谷由実「9月の蝉しぐれ」
  - いしだ壱成「Knockin' On Heaven's Door」
- 音響効果：小西善行
- MA：蛯原浩彦
- 撮影：久坂保（1・2・5・7・8・10・12話）・川口次男（3・4・6・9・11話）
- 技術：高津芳英・渋谷ビデオスタジオ
- 照明：白倉孝雄（1 - 5・8・11・12話）・片原数男（6・7・9・10話）
- 音声：吉田勉
- 映像：中村宏・松田年世（3話）
- VTR：田中宏
- 技術担当：瀬戸井正俊
- 編集：落合英之
- VTR編集：小泉義明
- 美術：荒川淳彦
- 美術プロデュース：梅田正則
- 美術進行：安藤典和
- 大道具：茂進
- 装飾：今村文孝
- 持道具：藤井伸也
- 衣裳：金子光浩
- スタイリスト：阿井真理子
- メイク：塩幡万里子
- 視覚効果：浅田雅美
- 電飾：井野岡利保
- アクリル装飾：日野邦彦
- 生花装飾：坂口曜子

## 受賞歴
- 第2回ザテレビジョンドラマアカデミー賞[1][2]
  - 主題歌賞（松任谷由実）
  - ベストドレッサー賞（いしだ壱成）
  - ザテレビジョン特別賞（美術スタッフ）

## サブタイトル
| 各話              | 放送日        | サブタイトル           | 演出     | 視聴率 |
| ----------------- | ------------- | ---------------------- | -------- | ------ |
| 第1話             | 1994年7月4日  | きっと、友だちになれる | 本間欧彦 | 19.3%  |
| 第2話             | 1994年7月11日 | 恋におちた夜…          | 本間欧彦 | 17.6%  |
| 第3話             | 1994年7月18日 | 許せない嘘             | 中江功   | 19.7%  |
| 第4話             | 1994年7月25日 | 一夜のあやまち         | 中江功   | 20.2%  |
| 第5話             | 1994年8月1日  | 好きと言うかわりに…    | 岩本仁志 | 20.2%  |
| 第6話             | 1994年8月8日  | あなたを信じたいのに…  | 本間欧彦 | 16.7%  |
| 第7話             | 1994年8月15日 | 遅すぎた告白           | 中江功   | 17.6%  |
| 第8話             | 1994年8月22日 | 妊娠…そして別れ        | 中江功   | 18.7%  |
| 第9話             | 1994年8月29日 | やっと結ばれたのに…    | 岩本仁志 | 18.4%  |
| 第10話            | 1994年9月5日  | 嵐の夜にすべてが狂う…  | 本間欧彦 | 17.7%  |
| 第11話            | 1994年9月12日 | 永遠のさよなら…        | 岩本仁志 | 22.4%  |
| 最終回            | 1994年9月19日 | 恋より大切なもの       | 本間欧彦 | 23.7%  |
| 平均視聴率・19.4% |               |                        |          |        |

## ロケ地
- 静岡県賀茂郡南伊豆町妻良
- 武蔵工業大学世田谷キャンパス
- 静岡県沼津市西浦久連